# Google Friend Connect
Google Friend Connect là một dịch vụ trực tuyến của Google cho phép người dùng trên internet có thể kết nối với bạn bè của họ ở trên khác website khác nhau.
Tương tự như Facebook Connect và MySpace Data Availability, Google Friend Connect là một ứng dụng Open Social ra đời từ tháng 5 năm 2008. Mục đích chính của nó là tạo điều kiện để mọi người đã có tài khoản Google, Yahoo, AOL, OpenID có thể kết nối vào một trang web hoặc một blog cá nhân mà không cần phải đăng ký thêm.
Google Friend Connect được xây dựng dựa trên nền một số chuẩn chung, ví dụ như dùng tài khoản OpenID để đăng nhập, OAuth để quản lý dữ liệu, và Open Social để xây dựng ứng dụng.